# Champ de Tempelhof
Le champ de Tempelhof ou parc de Tempelhof ou parc Tempelhof, en allemand Tempelhofer Feld, est un espace vert situé à Berlin, en Allemagne. Situé sur le plateau de Teltow, au sud de Berlin, il fut utilisé comme terrain militaire, comme lieu de parade de la garnison berlinoise, comme aéroport, et est étroitement lié à l'histoire militaire et aéronautique allemande, ainsi qu'à l'histoire du football allemand.
Le nom champ de Tempelhof  est depuis 2008 la désignation officielle de ce parc situé sur l'ancien aéroport de Tempelhof, aujourd'hui utilisé comme espace de loisirs. Il comprend la surface non construite située entre le Volkspark Hasenheide et la ceinture ferroviaire de Berlin.

## Histoire

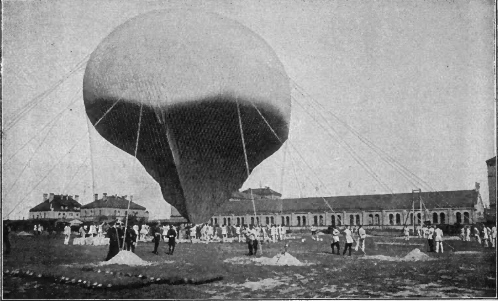
Le Preussen avant son ascension, 1901.

Le 3 novembre 1897, le premier dirigeable métallique au monde, un engin tout en métal conçu par l'inventeur austro-hongrois David Schwarz, équipé d'un moteur Daimler de 12 ch/9 kW, partit pour son premier vol du champ de Tempelhof. Il s'écrasa à l'atterrissage ; le pilote Ernst Jagels en réchappa légèrement blessé.

### Terrain de parade

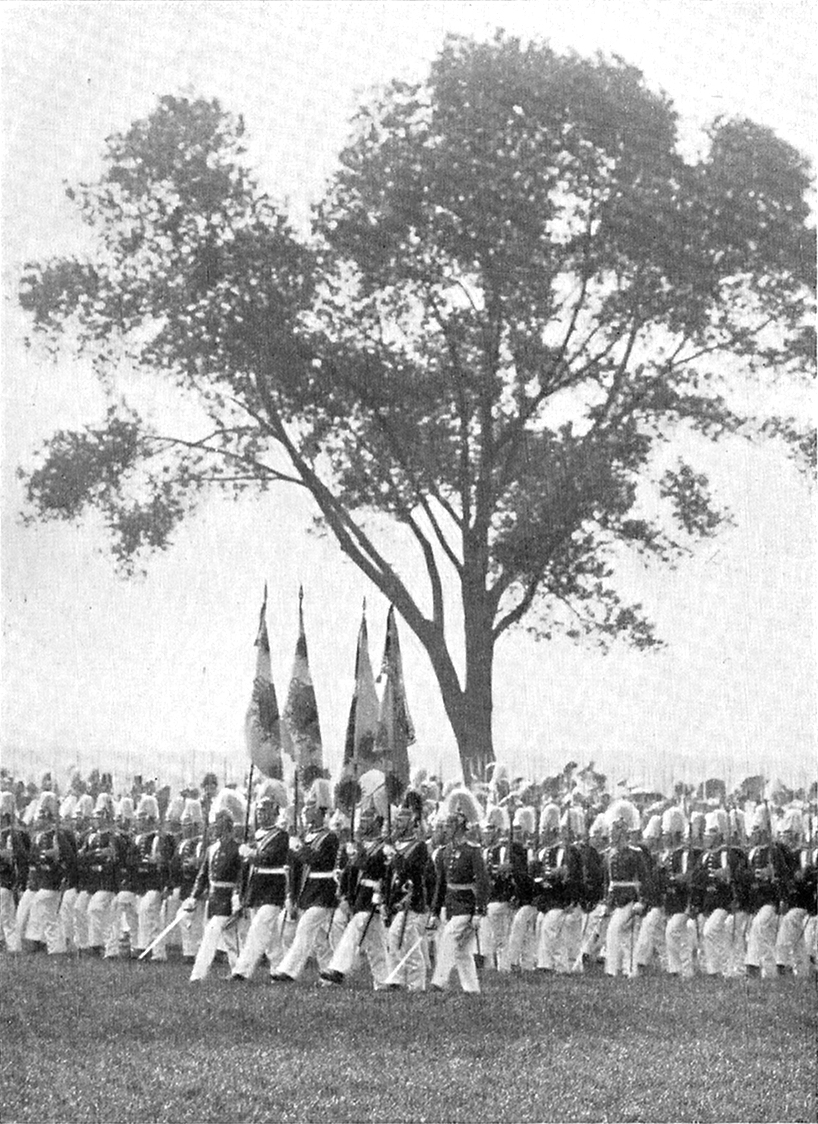
Le 3e régiment à pied de la Garde de l'armée prussienne défile devant le peuplier, arbre emblématique du site, planté sous Frédéric le Grand.

Le champ situé entre les villes de Schöneberg et Tempelhof, alors également connu sous le nom de Großes Feld (Grand Champ), fut cultivé par les agriculteurs de Schöneberg jusqu'au XVIIIe siècle. Sous Frédéric-Guillaume Ier, il servit également de terrain de parade militaire et d'exercice à partir de 1722, ainsi que de zone de manœuvre pour l'armée prussienne. Le 2 août 1881, le roi hawaïen Kalākaua fut invité à un défilé sur le terrain. Cette fonction de terrain de parade fut maintenue jusqu'au printemps 1914.

### Sports

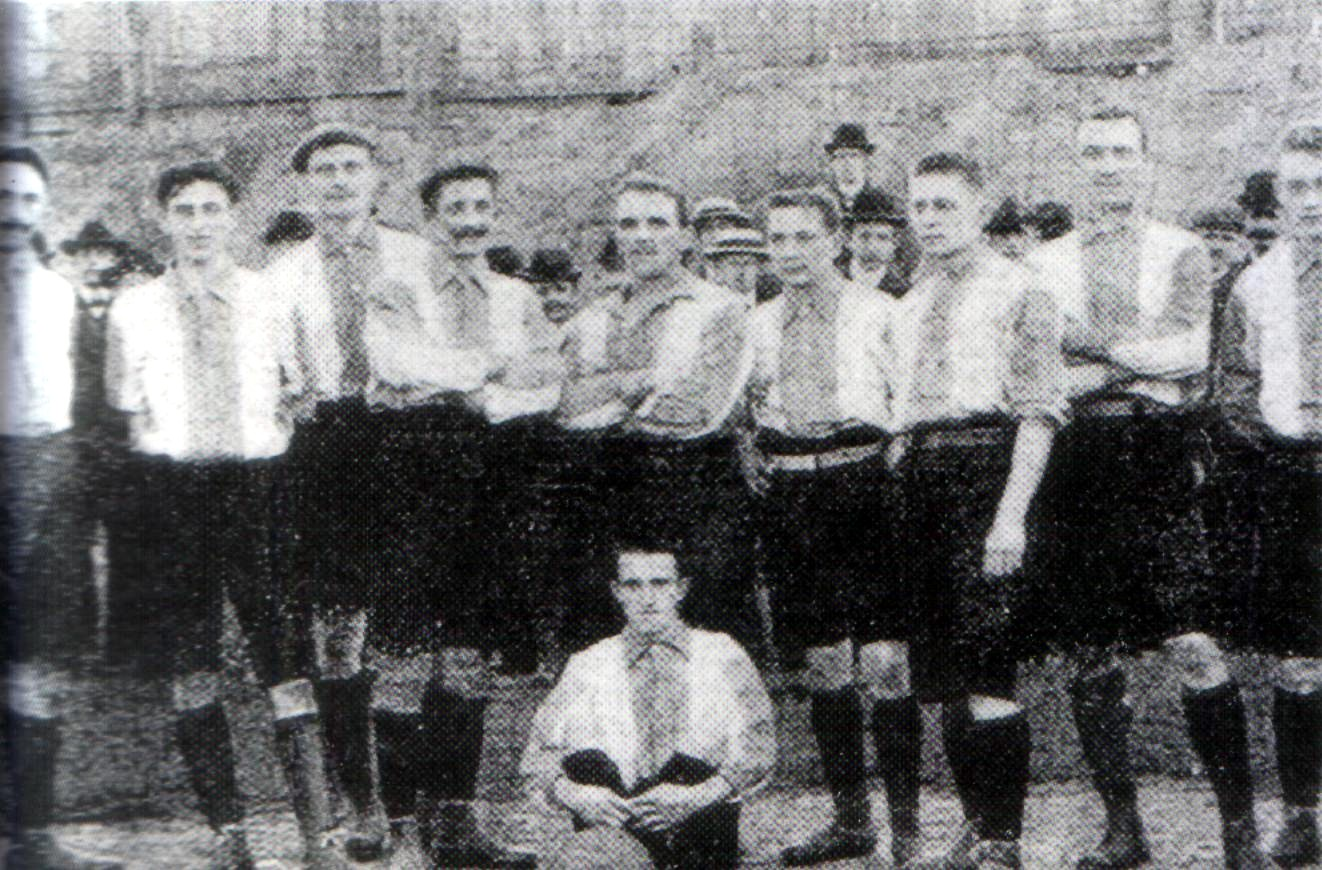
Équipe de l'Union 92 Berlin, vainqueurs du championnat allemand de 1905.

Sur le terrain non construit du champ de Tempelhof se trouvait un lac de baignade. Les Berlinois s'y rendaient pour se détendre, pique-niquer et faire du sport. Le premier club de football berlinois, le BFC Frankfurt 1885, y joua ses matchs à domicile, tout comme le champion allemand de football de 1905, Union 92 Berlin. Le plus ancien club de football d'Allemagne encore existant, le BFC Germania 1888, y disputa ses premiers matchs sur le terrain de Tempelhof. Au début, il n'existait pas d'installations sportives fixes, mais des terrains de jeu étaient signalés sur les grands espaces libres. En 1912, on comptait 32 terrains qui étaient alloués par tirage au sort pendant l'été.
En 1924, un terrain de sport fut construit sur le côté Est et utilisé par le BFC Preussen. Il pouvait accueillir jusqu'à 40 000 spectateurs et était à l'époque l'un des principaux sites de football berlinois. Plusieurs matchs de la phase finale du championnat allemand de football eurent lieu sur le site appelé Preussen-Stadion ou Preussen-Platz, dont la demi-finale entre le Fortuna Düsseldorf et l'Eintracht Francfort en mai 1933. L'installation sportive fut démolie en 1936 pour la construction du nouvel aéroport.

### Aéroport de Berlin-Tempelhof

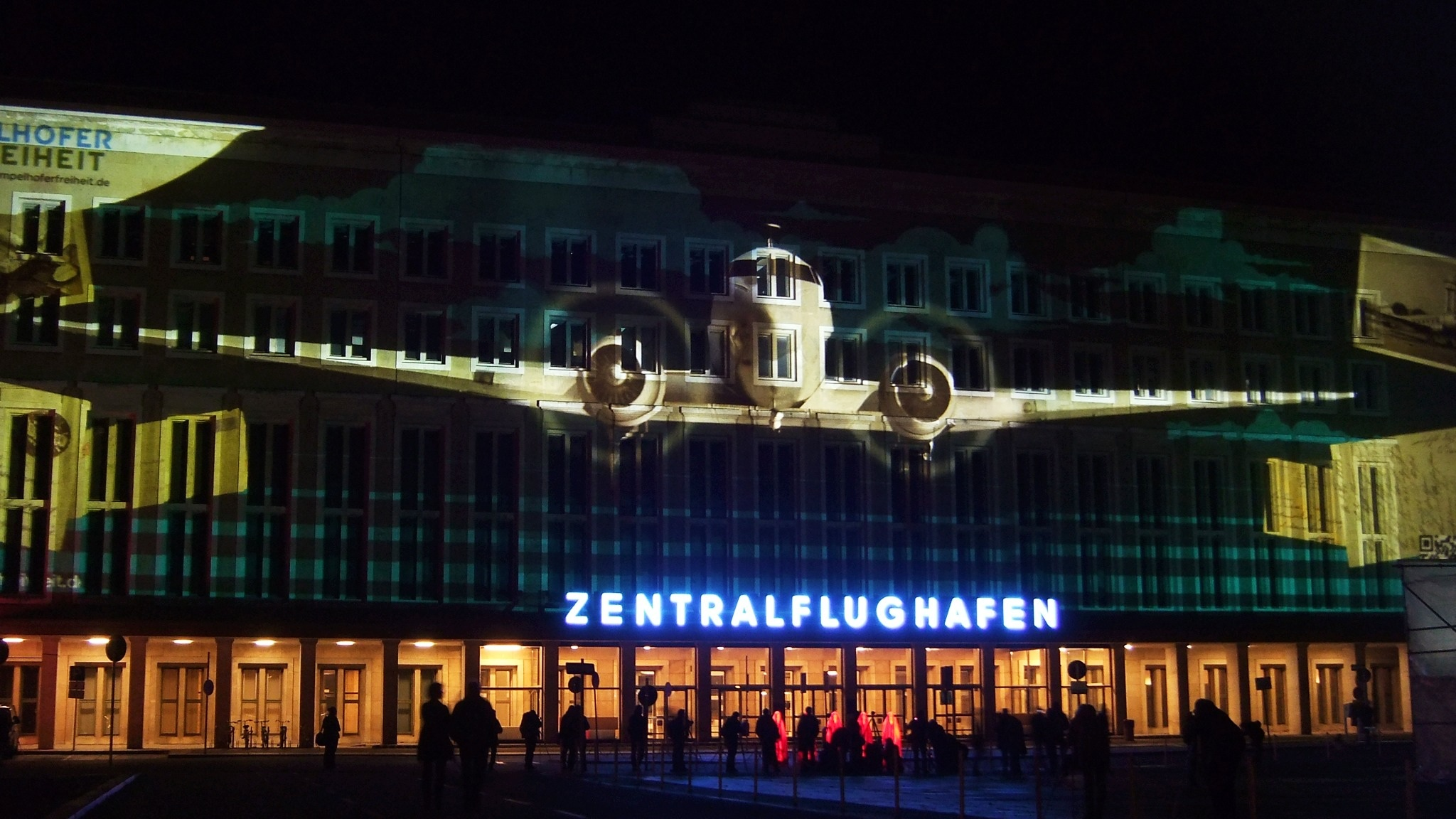
L'aéroport en 2012.

En 1922 débutèrent les travaux de l'aéroport de Tempelhof, achevés en 1928, avec une nouvelle expansion prévue par Ernst Sagebiel en 1934. Le nouveau bâtiment de l'aéroport fut édifié entre 1936 et 1941.
À partir de 1940, le bâtiment de l'aéroport fut utilisé exclusivement par l'industrie d'armement, par exemple pour l'assemblage et la maintenance de l'avion de combat en piqué Ju 87. Pour mener à bien ce travail, des milliers de travailleurs forcés furent déportés de toute l'Europe, logés dans des camps situés sur le terrain même.
Après la fin de la Seconde Guerre mondiale, les opérations aériennes reprirent. L'aéroport acquit une importance particulière pendant le blocus de Berlin de 1948 à 1949, avec des avions de ravitaillement atterrissant parfois toutes les 90 secondes.
En 1970, après la construction de l'aéroport l'aéroport de Tegel, Tempelhof fut temporairement fermé au trafic aérien civil, rouvrant en 1985. Toutes les opérations aériennes furent ensuite complètement interrompues en 2008, en raison de la construction de l'aéroport international de Berlin Brandebourg (BER), bien que ce nouvel aéroport n'ait ouvert qu'en 2020.

## Espace de loisirs

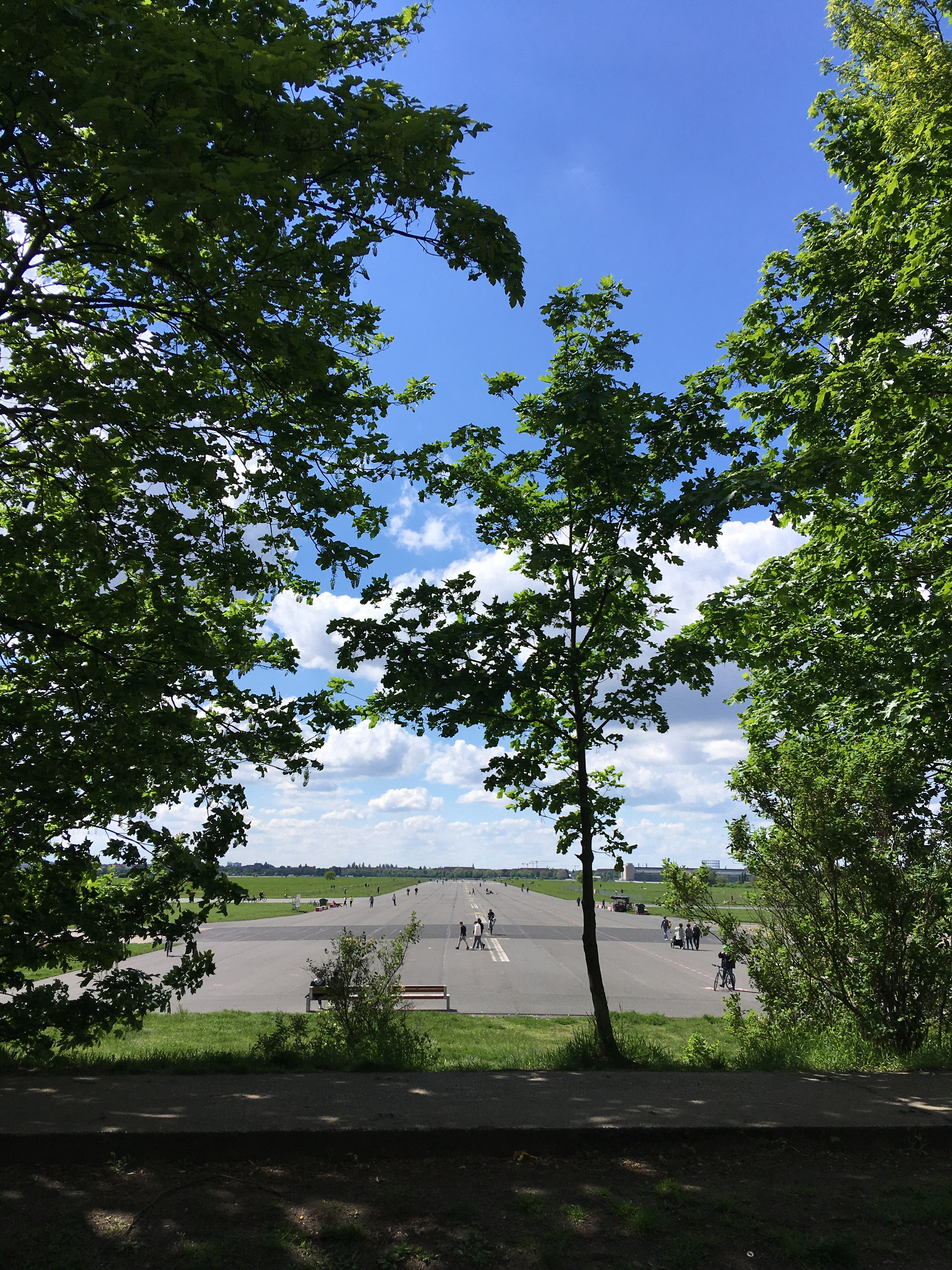
Le parc en 2021.

Le terrain fut rouvert le 8 mai 2010 sous le nom de Tempelhofer Park, formant une zone de loisirs au sein des quartiers berlinois de Neukölln et Tempelhof. Au cours du premier week-end d'ouverture, le parc fut visité par environ 235 000 visiteurs.
Désormais officiellement appelé champ de Tempelhof, il recouvre 355 hectares du site de l'ancien aéroport de Tempelhof, y compris ses bâtiments et les terrains environnants, ce qui en fait le plus grand espace ouvert du centre-ville au monde et le plus grand parc urbain de Berlin.
Le parc est accessible du lever au coucher du soleil et par dix entrées. Six d'entre elles sont à l'extrémité est des anciennes pistes le long d'Oderstraße, deux à la gare de Tempelhof et au U-Bahn Paradestraße de Tempelhofer Damm, et deux à Columbiadamm, au niveau du cimetière islamique de 1866 avec la mosquée Şehitlik, et de la Golßener Straße.